# Katzenfuge
Die Sonate in g-Moll (K 30, L 499) von Domenico Scarlatti (1685–1757), bekannt als die „Katzenfuge“, ist eine einsätzige Sonate für Cembalo im 6/8-Takt mit der Tempobezeichnung Moderato. Aufgrund ihres musikalischen Motivs wird sie als Katzenfuge bezeichnet. Die Fuga ist das letzte Stück der Sammlung der 30 Essercizi per Gravicembalo (= Übungen für Cembalo, 1738, K 1 – K 30), die Johann V. von Portugal gewidmet ist.

Der Spitzname wurde ihr Anfang des 19. Jahrhunderts verliehen und war vom Komponisten selbst nie verwendet worden. Sein Ursprung liegt in einer Legende darüber, wie Scarlatti das ungewöhnliche musikalische Motiv geschaffen hat, das der Fuge zugrunde liegt und in den Anfangstakten des Stückes erklingt: 
Nach dieser phantasievollen Geschichte hatte Scarlatti eine Katze namens Pulcinella, bei deren Spaziergang über die Tastatur das musikalische Motiv erklang. Dies sei vom Komponisten sofort aufgeschrieben worden, der dann das gesamte Stück aus dem Motiv entwickelte. Der Spitzname wurde im 19. Jahrhundert in Konzertprogrammen verwendet und wurde von Herausgebern wie Muzio Clementi, Carl Czerny und Alessandro Longo sowie Pianisten wie Franz Liszt verwendet. 
Die Sonata K 30 wurde 1738 in London veröffentlicht. Zu Beginn des 19. Jahrhunderts kannte der Theoretiker und Komponist Anton Reicha dieses Werk und schrieb eine Fuge zu diesem Thema für seine 36 Fugen für Klavier von 1803.

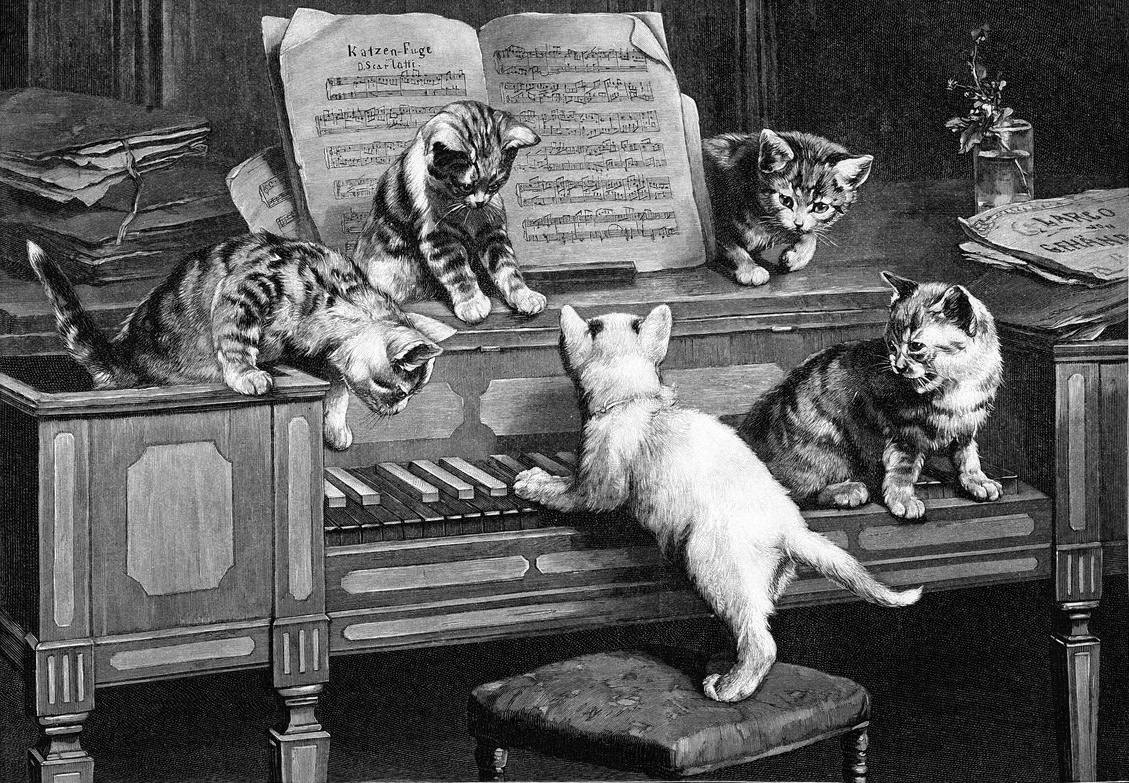
Carl Reichert: Katzenfuge (1870)

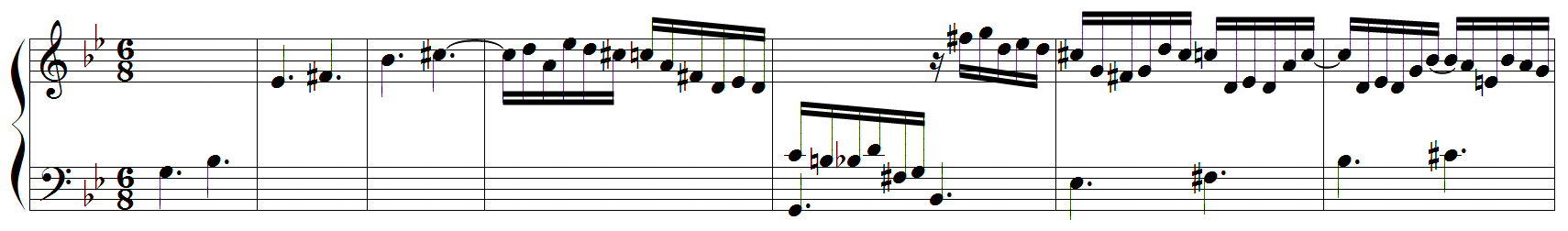
Anton Reicha, Fuge Nr. 9 (Anfang)

Scarlattis Sonate entwickelte sich zu einem beliebten Konzertstück, das auch von Franz Liszt und Ignaz Moscheles unter dem Titel Katzenfuge interpretiert wurde.